# 中介變項
在统计學中，一个中介模型的作用是确定並解释在獨立變項與因變項之間的第三個假設變數（即中介變項）。在原本独立变項和因變變項直接的因果关系之间之外，中介模型嘗試顯示独立变項亦能影響中介變項，再藉由中介變項影響控制變項。因此，中介变數用來闡明獨立變項與因變變項的關係。

## 引用來源
在2014年6月14日，这篇文章是衍生自全部或部分Causal Analysis in Theory and Practice。 版权持有者许可内容的方式以CC BY-SA 3.0和 GFDL的。 所有有关條件必须遵循的。